# جیمی رکرد
جیمی رکرد (انگلیسی: Jamie Reckord؛ زادهٔ ۹ مارس ۱۹۹۲) بازیکن فوتبال اهل بریتانیا است.
از باشگاه‌هایی که در آن بازی کرده‌است می‌توان به باشگاه فوتبال نورث‌همپتون تاون، باشگاه فوتبال ولورهمپتون واندررز، باشگاه فوتبال سوئیندون تاون، باشگاه فوتبال کاونتری سیتی، باشگاه فوتبال اسکانتورپ یونایتد، و باشگاه فوتبال پلیموث آرگیل اشاره کرد.
وی همچنین در تیم‌های ملی فوتبال زیر ۱۶ سال انگلستان و زیر ۱۷ سال انگلستان بازی کرده‌است.